# おおぶ文化交流の杜
おおぶ文化交流の杜（おおぶぶんかこうりゅうのもり）は、愛知県大府市柊山町六丁目150-1にある複合施設。愛称は「allobu」（アローブ）。おおぶ文化交流の杜図書館などが入っている。

## 歴史
2014年（平成26年）7月1日に開館した。多目的ホールである「こもれびホール」の開館記念イベントとして、竹澤恭子ヴァイオリン・リサイタル他が開催された。

## 特色
最新設備を備えた図書館や文化ホールなどを備える。大府市は施設のコンセプトとして、市民が様々な知識や情報を得ることができ、質の高い文化・芸術に触れ、また自ら創造・表現活動を行い、お互いを認め合いながら交流を図ることで、「市民力」の向上に寄与し、市民が「ネクスト・ステージ」に飛躍するための場であるとしている。

## 施設
- おおぶ文化交流の杜図書館
- こもれびホール：収容定員・315席
- ギャラリーallobu 1・2
- スタジオA・B
- 会議室

## 交通アクセス
- JR東海道本線 大府駅西口より徒歩で約30分。
- 大府市循環バス（ふれあいバス）北・西・中央コース「おおぶ文化交流の杜」バス停で下車。
- 知多バス「長草」バス停より徒歩で約15分。